# Attard
Attard (maltsky Ħ'Attard) je město na Maltě. Leží ve vnitrozemí ostrova Malta 6 km západně od Valletty a patří k Centrálnímu regionu. Žije v něm přibližně 11 tisíc obyvatel. Attard tvoří se sousedním Balzanem a Lijou souvislý celek zvaný „Tři vesnice“. Samosprávu získalo město v roce 1994. 
Nachází se zde Palazz ta' Sant'Anton ze 17. století, který je oficiální prezidentskou rezidencí. Sídlí zde také maltský finanční úřad, apoštolský nuncius a velvyslanec USA. Přes město vede Wignacourtův akvadukt. Farní kostel je zasvěcen Nanebevzetí Panny Marie a koná se v něm pouť 15. srpna. V květnu 1990 město navštívil papež Jan Pavel II. a v roce 2005 mu zde byl odhalen pomník. V Attardu bylo v roce 1998 založeno železniční muzeum.
Attard je známý bohatstvím zahrad, díky nimž přijal motto „Florigera rosis halo“ („Provoním vzduch svými květy“). Nedaleko se nachází národní park Ta 'Qali.
Ve městě sídlí fotbalový klub Attard FC.